# 新明治橋 (広島市)
新明治橋（しんめいじばし）は、広島県広島市の元安川に架かる道路橋。上り線と下り線の2橋からなる。

## 概要
国道2号筋にかかる橋。橋名の由来は下流にある元国道2号筋の明治橋から。上流に万代橋がある。
左岸側に「大手町・原爆犠牲者慰霊碑」や広島市立大手町商業高等学校、少し東へ行くと国道54号起点である市役所前交差点、および広島電鉄宇品線の軌道や広島市役所などがある。
右岸側に広島市立中島小学校、少し西に行くと旧太田川にかかる国道2号筋の新住吉橋がある。
新広島バイパス整備に伴い、1966年（昭和41年）に開通した。現在、市内の国道2号は西広島バイパス方面から高架化を進めており、最終的にはここを通って平野橋まで行く予定となっている。